# Ahlia
Ahlia – rodzaj ryb należących do plemienia Myrophini zawierającego się w podrodzinie Myrophinae, tworzącej wraz z podrodziną Ophichthinae rodzinę żmijakowatych – (Ophichthyidae).

## Klasyfikacja
Gatunki zaliczane do tego rodzaju:
- Ahlia egmontis